# Auguste Henri Cornut de la Fontaine de Coincy
Auguste Henri Cornut de Coincy (ou Auguste Henri Cornut de la Fontaine de Coincy) (1837 - 1903) foi um botânico francês.
Recolheu espécimes da flora de Marrocos, e também se especializou na flora espanhola. Entre os anos de 1889 e 1890 visitou o Parque Natural do Maciço de Montgó, citando Carduncellus dianius e Centaurea rouyi.
Foi membro da Sociedade Botânica da França.
Em sua honra foi instituído o Prêmio de Coincy, para recompensar trabalhos relevantes em taxonomia. O gênero Coincya da familia das Brassicaceae foi nomeado em sua homenagem.

## Obras
- Ecloga plantarum hispanicarum seu icones specierum novarum vel minus cognitarum per Hispanias nuperrime detectarum = Figures de plantes trouvées en Espagne / avec 10 planches lithographiées. Publicación: Paris : G. Masson, ed., Biblioteca de la Academia de Medicina, 120, Boulevard Saint-Germain, 120. 1893
- Ecloga tertia plantarum hispanicarum seu icones stirpium recentioribus temporibus per Hispanias lectatarum /; Avec 12 planches lithographiées. Paris : G. Masson et Cie., ed., Biblioteca de la Académie de médecine, 120, Boulevard Saint-Germain, 120. 1897